# Викрадена (телесеріал)
«Викрадена» (також «Заручниця», англ. Taken) — американо-французький бойовик-трилер, телевізійний серіал, заснований на серії фільмів «Викрадена» (2008—2014). Це історія походження Браяна Міллза (актор Клайв Стенден), персонажа, якого в оригінальній трилогії зіграв Ліам Нісон. Серіал цілком було замовлено у вересні 2015 року, прем'єра відбулася 27 лютого 2017 року на каналі NBC. 9 травня 2017 року NBC продовжив серіал на другий сезон із 16 епізодів, прем'єра якого відбулася 12 січня 2018 року. NBC видалив серіал зі свого розкладу 18 квітня 2018 року, проте потім оголосив, що він повернеться 26 травня 2018 року. NBC скасував серіал 11 травня 2018 року, останній епізод вийшов в ефір 30 червня.

## Опис
Колишній зелений берет Браян Міллз повинен подолати особисту трагедію, щоб помститися, ставши супершпигуном ЦРУ.

## Основний акторський склад
- Клайв Стенден — Браян Міллз
- Дженніфер Білз — Крістіна Гарт

### 1-й сезон
- Гай Чарльз — Джон
- Бруклін Судано — Аша
- Монік Габріела Карнен — Власик
- Майкл Ірбі — Скотт
- Хосе Пабло Кантільо — Дейв
- Джеймс Лендрі Еберт — Рем

### 2-й сезон
- Адам Голдберг — Кілрой
- Джессіка Камачо — Сантана